# Don't Be Afraid of the Dark (American Horror Story)
"Don't Be Afraid of the Dark" es el segundo episodio de la séptima temporada de la serie de antología televisiva American Horror Story. Se emitió el 12 de septiembre de 2017, por el canal de cable estadounidense FX. El episodio fue escrito por Tim Minear y dirigido por Liza Johnson.

## Trama
Ally (Sarah Paulson) grita por  Ivy  (Alison Pill), pero cuando regresa, el payaso ya huyó de casa y Ally empieza a cuestionar lo que es real y lo que no es. Oz, luego de lo que precenció, tiene pesadillas con el payaso "líder" y Twisty. Winter hace el pacto de meñiques con Oz. La reportera Beverly Hope (Adina Porter) explica sobre la golpiza a Kai y que el evento fue filmado por la pareja Harrison y Meadow Wilton (Billy Eichner y Leslie Grossman). Kai (Evan Peters) anuncia que se está solicitando al Concejo Municipal para sustituir al concejal que fue asesinado. Los Wilton se mudan a la casa de los Chang, lo que Ally encuentra extraño, sumado a que cargan con unos misteriosos barriles. Los Mayfair-Richards visitan a los Wilton. Harrison es homosexual y un apicultor, y Meadow es amigable aunque burlesca, alguna vez tuvo cáncer a la piel y desde entonces no tiene encuentros sexuales. Las tensiones se acumulan en el restaurante cuando el chef de cocina discute agresivamente con un funcionario latino, Pedro. Más tarde la alarma de seguridad del restaurante suena y Ally va a conferir, y allí encuentra el cuerpo del chef colgado en un gancho entre las carnes. El detective Samuels (Colton Haynes) sospecha de Pedro por la anterior discusión, aunque las Mayfair confían en él. Ally, paranoica, protege la casa con barras metálicas y alarmas y recibe una pistola por parte de los Wilton, sabiendo lo último solo ellos y el Dr. Vincent. Kai pasa por la casa de Ally haciendo campaña política, pero es rechazado por la desconfíada mujer, por esto se torna amenazante y violento, pero solo ataca su ética. Winter le prepara un baño a Ally para que se relaje, depronto la niñera empieza a bañar a Ally y a propasarse, sin que ésta haga nada. Sorpresivamente ocurre un apagón el todo el estado y Ally entra en pánico al no encontrarse Ivy, quien trabaja en La Carnicería. Winter deja sola a Ally. Ivy manda a Pedro enviar suministros a su casa. Pero en el miedo, Ally accidentalmente dispara a Pedro y lo mata.

## Recepción
"Don't Be Afraid of the Dark" fue visto por 2.38 millones de personas durante su transmisión original, y obtuvo una calificación de 1.2 entre los adultos de 18 a 49 años.
El episodio recibió críticas positivas de la crítica. En el agregador de reseñas Rotten Tomatoes, "No tengas miedo a la oscuridad" tiene un índice de aprobación del 88%, basado en 16 comentarios con un promedio de 6.89 de 10.